# Henri-Alexis Baatsch
Henri-Alexis Baatsch (né le 17 décembre 1948) est un écrivain, dramaturge et traducteur français. 

## Biographie
Henri-Alexis Baatsch est l'auteur de plusieurs pièces de théâtre, ainsi que d'essais sur Hokusai et Henri Michaux. Il a séjourné, vécu et travaillé environ trois ans au Japon entre 1981 et 1986.
En tant que traducteur, il traduit des ouvrages depuis plusieurs langues — allemand, italien, anglais — vers le français, en particulier de dramaturges, de philosophes et de poètes allemands.
Il a écrit de nombreux ouvrages en collaboration avec Jean-Christophe Bailly.

## Œuvres

### Essais
- Max Ernst : apprentissage, énigme, apologie avec Jean-Christophe Bailly & Alain Jouffroy, Paris, C. Bourgois, 1976
- Serre des temps : [Suivi de] Cimento : Kowalski [et de] Idées récurrentes sur l'épreuve du sens avec Jean-Christophe Bailly & Jacques Dyck, Genève, Claude Givaudan, 1978
- Wozu Dichter in dürftiger Zeit ? À quoi bon des poètes en un temps de manque ?, ouvrage collectif dirigé avec Jean-Christophe Bailly, Paris, Le Soleil Noir, 1978
- Sara Holt : Sculptures et photos avec Jean-Christophe Bailly, Bergame, Grafica Gutenberg, 1980
- La neige ou le bleu : une vie de Stendhal, Paris, C. Bourgois, 1983
- Hokusai, Paris, Hazan, 1985 (réédition en 2008) - édit. 2014  (ISBN 978-2754107839)
- Henri Michaux : peinture et poésie, Paris, Hazan, 1993
- Les Impressionnistes, Paris, Hazan, 1994
- Mishima : Modernité, rite et mort, coll. Les Infréquentables, Le Rocher, 2006
- La Fin de la société carbonifère, Paris, Le Seuil, 2016
- Le Capitaine des nuits - Une traversée des rêves 2006 - 2021, coll. Santé, sociétés et cultures, 344 pages, Éditions L'Harmattan, Paris, 2022 •  (ISBN 978-2-34325-736-5)

### Récit
- Roman polonais, illust. de Piotr Kowalski et de l'auteur, Paris, P. Bordas et fils, 1979

### Théâtre
- 1983 : La Neige ou le Bleu mise en scène par Georges Lavaudant, Maison de la Culture de Grenoble
- 1994 : Angoissons-nous ! ou Les immortels, comédie en une journée, École nationale des beaux-arts de Bourges
- Botho Strauss : Le soulèvement contre le monde secondaire : un manifeste, trad. de l'allemand, Paris, L'Arche, 1996

### Traductions
- Christian Dietrich Grabbe : Plaisanterie, satire, ironie et signification plus profonde, comédie en trois actes, traduit de l'allemand, Paris, Éric Losfeld, 1971 (rééd. Ludd, 1996)
- Friedrich Nietzsche : Œuvres philosophiques complètes. Fragments posthumes : automne 1887 - mars 1888, textes et variantes établis par Giorgio Colli et Mazzino Montinari, trad. de l'allemand avec Pierre Klossowski, Paris, Gallimard, 1976
- Friedrich Nietzsche : Correspondance I, Juin 1850 - avril 1869, textes établis par G. Colli et M. Montinari, traduction placée sous la responsabilité de Maurice de Gandillac, Paris, Gallimard, 1986
- Günter de Bruyn : L'Âne de Buridan, Paris, Papyrus, 1982
- Georg Büchner : Lenz ; Le Messager hessois ; Caton d'Utique ; Correspondance, préf. de Jean-Christophe Bailly, Paris, 10/18, 1974, rééd. Bourgois, 1985
- Heinrich von Kleist : Amphitryon : une comédie d'après Molière, Arles, Actes Sud, 1986
- Adalbert von Chamisso : Voyage autour du monde : 1815-1818, préf. de Jacques Brosse, Paris, J. Corti, 1991
- Franco Borsi : Le Bernin, trad. de l'italien, Paris, F. Hazan, 1984
- Martin Suter  : Small world, trad. de l'allemand, Paris, Ch. Bourgois, 1998 & Points Seuil, 2011

### Texte en ligne
- Dado. Les habitants de la prairie sur le site de l'artiste Dado.